# Guillermo Turner Olea
Guillermo Turner Olea (Talca, 23 de septiembre de 1970) es un periodista chileno que desde 2016 ocupa la Gerencia de Asuntos Corporativos de Empresas CMPC. Desde 2013 hasta 2016 fue director del Diario La Tercera. Ha sido director también de Diario Financiero, Revista Capital, y Diario Pulso. Fue presidente de la Asociación Nacional de la Prensa entre 2008 y 2011.

## Primeros años
Es el menor de los hijos del matrimonio de Ricardo Turner y María Soledad Olea. Tiene siete hermanos: María Soledad, Ricardo, Carolina, Beatriz, Pauline, Consuelo, y María Angélica.
Turner realizó su enseñanza media en el Colegio San Ignacio El Bosque y sus estudios de periodismo en la Universidad Gabriela Mistral. Además realizó un diplomado en la Universidad de Los Andes.

## Inicios profesionales
Entró como estudiante en práctica a El Diario, antiguo nombre de Diario Financiero, en 1989. Iba en segundo año de periodismo en la Universidad Gabriela Mistral. En esta misma época trabajaba como analista del departamento de estudios de la administradora de fondos de inversión FCMI. Luego de trabajar como periodista en El Diario, en 1996 asume la edición de finanzas y de empresas de dicho diario, medio controlado por Ricardo Claro. Fue en estas labores que conoció a Claro.
Desde 1998 al 2000, Turner trabajó como jefe de comunicaciones en Telefónica. Un antiguo compañero de trabajo afirmó al diario La Nación que “lo pasó mal debido a los problemas de la multinacional en esa época, marcada por la negociación del decreto tarifario y un despido masivo. Pero la experiencia le sirvió para aprender del mundo corporativo, de cómo se manejan las empresas. Eso lo convierte ahora en un periodista que piensa como gerente".

## Consolidación
En el año 2000, Ricardo Claro lo llama a sus oficinas de Hendaya ofreciéndole ser el director de Diario Financiero, trabajo en el que debería compartir responsabilidades con el representante de Recoletos, grupo español que había ingresado de socio a la matriz del medio, Ediciones Financieras, José Antonio Ferris. En 2006, Claro lo nombra gerente de desarrollo editorial de su holding mediático y llegó a Mega. Luego en 2007, retomó la dirección de Diario Financiero y le sumó la dirección de Revista Capital, también controlada por el Grupo Claro. Además efectuaba comentarios en el programa Ciudad Capital en la radio 95.3 FM junto a Roberto Sapag.
Entre 2008 y 2010, es elegido presidente de la Asociación Nacional de la Prensa (ANP).
En 2011 Turner deja el Grupo Claro para comenzar un nuevo proyecto editorial de Copesa, que sería competencia directa de Diario Financiero. Junto nuevamente con José Antonio Ferris crearon Diario Pulso, cuya primera edición apareció el 28 de noviembre de 2011 y contenía 48 páginas.
El 9 de septiembre de 2013, la salida de Cristián Bofill de La Tercera significó que el empresario Álvaro Saieh lo nombrara nuevo director de este medio,  cargo que ocupó hasta el 20 de abril de 2016.

## Pensamiento
Turner es un crítico de las empresas de asesorías de prensa, lo que ha expuesto en documentos de trabajo y en diversos seminarios.
"Si existe una crítica que se puede hacer a muchos periodistas es que “caen” en la comodidad de esperar el actuar proactivo o la intervención de los relacionadores públicos antes de abordar una noticia; actúan así, de paso, como cómplices del anonimato de los asesores frente al público, señala en un estudio de la Universidad Católica. Agrega que las “malas prácticas” en esta relación van desde la negociación de noticias o entrevistas, la copia textual de comunicados de prensa sin contrastar la información o la omisión de una noticia relevante para evitar conflictos con la fuente, el intermediario o las eventuales presiones publicitarias explícitas o implícitas. Estas actitudes terminan por traicionar la confianza que otorga el público a los medios de comunicación.
Participa activamente en el debate contingente. Ha sido miembro del consejo asesor de República y dictado charlas a jóvenes de la Fundación Jaime Guzmán.

## Aficiones
Correr ha sido uno de sus mayores aficiones en el ámbito deportivo. Con frecuencia ha corrido maratones, por ejemplo la de Viña del Mar, Puerto Varas, del Pacífico, Santiago y Nueva York.

## Premios
- 2009. Nombrado Alférez (en reserva) por el Ejercicio de Chile en 2009.[15]
- 2011. Premio Alejandro Silva de la Fuente de la Academia Chilena de la Lengua.[16]
- 2011. Premio a la trayectoria "Germán Maldonado" otorgado por la Facultad de Economía y Negocios de la Universidad de Chile.[17]
- 2012. Premio Sonami por el aporte a la difusión de la minería.

## Publicaciones
- MEDIOS Y EMPRESAS DE RELACIONES PÚBLICAS: ¿CUÁNTO VALE SER NOTICIA?. Cuadernos de Información, núm. 18, 2005, pp. 64-71. Pontificia Universidad Católica de Chile.[10]